# Komar mrzličar
Komar mrzličar ali mrzličar je skupno ime za več kot 400 vrst komarjev (Culicidae) iz rodu Anopheles. Ti komarji prenašajo štiri različne vrste parazitov iz rodu Plasmodium, ki na endemičnih območjih (močvirnati predeli v Južni Ameriki, Afriki, Indoneziji idr.) povzročajo malarijo. Eden bolje poznanih med njimi je Anopheles gambiae, saj prenaša najnevarnejšo vrsto parazita Plasmodium falciparum.
Nekatere vrste iz rodu Anopheles prenašajo tudi druge parazite, npr. srčno glisto Dirofilaria immitis, filariji Wuchereria bancrofti in Brugia malayi in viruse, npr. tistega, ki povzroča mrzlico O'nyong'nyong.
Prenašalci bolezni so lahko tudi komarji iz drugih rodov, npr. Aedes, Culex.